# Cerco de Sirmio
O Cerco de Sirmio em 580-582 foi um evento decisivo na história dos Balcãs. A queda da cidade para os ávaros privou o Império Bizantino de sua maior fortaleza na região noroeste do Danúbio, abrindo o caminho para as devastadoras incursões ávaras e de seus súditos, os eslavos, na região.

## História
Sirmio, que, durante a maior parte do século VI, foi controlada pelos godos e, posteriormente, pelos gépidas, havia caído sob o controle bizantino em 567. Os ávaros apareceram ao longo do Danúbio por volta desta mesma época e lançaram seu primeiro ataque contra a cidade no ano seguinte, mas foram repelidos pelo governador local, Bono. Os bizantinos em seguida firmaram uma paz com os ávaros através do pagamento de um tributo anual que, no ano de 578, chegava a 80 000 soldos. Em 580, porém, o grão-cã ávaro Beano I marchou com seus homens para a margem direita do Sava, do outro lado de Sirmio, e começou a construção de uma ponte para atravessar o rio. A cidade na época estava quase sem defesas e não estava preparada para aguentar um cerco, pois a maior parte das forças bizantinas estava engajada na guerra contra os persas no Oriente.
O imperador Tibério II tentou atrasar o ataque ávaro por meios diplomáticos, mas, quando o embaixador do grão-cã exigiu a rendição da cidade, ele respondeu que preferia entregar uma de suas duas filhas como noiva ao grão-cã ao invés de entregar a cidade. Tibério conseguiu enviar uns poucos oficiais da Dalmácia para supervisionar as defesas da cidade enquanto o emissário Teognis tentava desesperadamente um tratado com Beano. Apesar da fraqueza da guarnição, Sirmio conseguiu resistir por quase três anos e não foi até o final de 581 (ou início de 582) que, pouco antes de sua morte, Tibério concordou em render a cidade em troca da vida de seus habitantes. Os ávaros de fato pouparam a população, mas tomaram todas as suas propriedades e 240 000 soldos do imperador como sendo o tributo atrasado pelos três anos de cerco.